# Pandan górski
Pandan górski, pochutnik górski (Pandanus conoideus Lam.) – gatunek roślin z rodziny pandanowatych (Pandanaceae). Pochodzenie: Moluki i Nowa Gwinea. Szeroko rozprzestrzeniony w uprawie.

## Morfologia

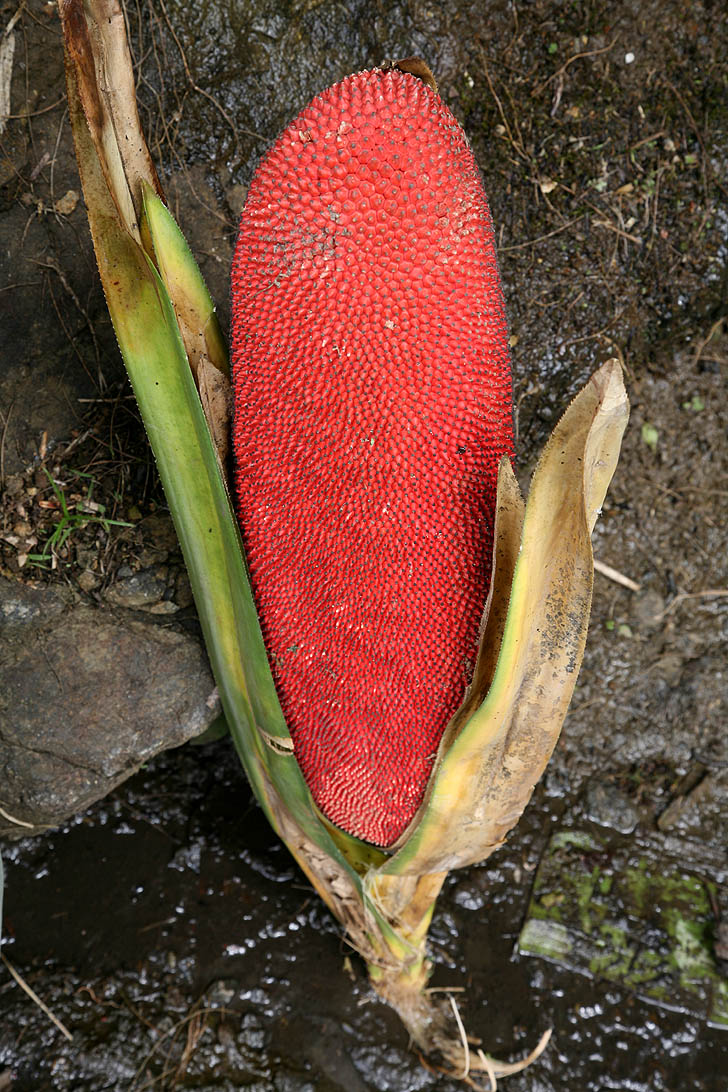
Owoc

PokrójRozłożysty krzew, osiągający wysokość do 3 m. Początkowo w formie jednoosiowej, z jednym prostym pniem, wspierany przez liczne szczudlaste korzenie przybyszowe. Pień pokryty pierścieniami blizn poliściowych.
LiścieLiście o długości 1 m, szerokości 10 cm, zebrane w szczytowe pióropusze.
KwiatyRoślina dwupienna (kwiaty męskie i żeńskie wyrastają na różnych roślinach), kwiatostany męskie w postaci złożonych wąskich kłosów; żeńskie kuliste.
OwoceWydłużone, stożkowate synkarpium, o długości do 100 cm i wadze do 8 kg, dojrzałe w kolorze od żółtego, poprzez pomarańczowy, po jaskrawoczerwony, ze względu na dużą zawartość betakarotenu. Owoce złożone są z segmentów zawierających nasiona otoczone miąższem.

## Zastosowanie
- Oleiste nasiona są jadalne, spożywane zazwyczaj po ugotowaniu.
- Olej z dodatkiem barwników stosowany przez Papuasów do rytualnego malowania ciała[4].
- Roślina mająca zastosowanie lecznicze, stosowane w suplementach diety[4].